# IC 43
IC 43 је спирална галаксија у сазвјежђу Андромеда која се налази на листи објеката дубоког неба у Индекс каталогу.
Деклинација објекта је + 29° 38' 31" а ректасцензија 0h 42m 22,0s. Привидна величина (магнитуда) објекта IC 43 износи 13,3 а фотографска магнитуда 14,0. IC 43 је још познат и под ознакама UGC 448, MCG 5-2-40, CGCG 500-72, IRAS 00396+2922, PGC 2536.